# Humberto Fernández Morán
Humberto Fernández Morán (Maracaibo, 18 febbraio 1924 – 17 marzo 1999) è stato un medico, inventore e politico venezuelano.

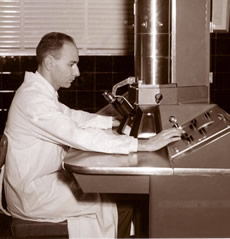
Humberto Fernández Morán mentre lavora al microscopio elettronico dell'IVNIC nel decennio del 1950

Humberto Fernández-Morán è stato un grande ricercatore nel campo della neurologia e della tecnologia applicata alla medicina, nato a Maracaibo in Venezuela.
È il fondatore dello "Instituto Venezolano para la Neurologia e Investigaciòn del Cerebro" (IVNIC in castigliano), che è stato il precursore dell'attuale "Instituto Venezolano de Investigaciones Cientificas" (IVIC). Ha studiato medicina nell'Università di Monaco di Baviera, dove si laurea con la Summa cum Laude nel 1944.
È stato uno dei principali sviluppatori del microscopio elettronico ed è stata la prima persona ad introdurre il concetto di crio-ultramicrotomia. È stato l'inventore del bisturi diamantato, necessario per applicazioni di precisione estrema (spessori di centesimi e millesimi di mm), principalmente in microchirurgia oftalmica. Ha lavorato anche nel concetto della criomicroscopia elettronica, nell'utilizzo nei microscopi elettronici di lenti per elettroni superconduttive raffreddate dall'elio liquido, tra le altre cose. Il suo più alto contributo è stato l'aver proposto e sviluppato l'ultramicrotomo per il taglio di sezioni di materiale congelato da studiare nel microscopio elettronico a trasmissione.
Era il Ministro della Scienza negli anni 50, durante il regime nazional-populista di Marcos Pérez Jiménez, e per questo, con l'avvento della democrazia presidenziale venne forzato ad abbandonare il Venezuela nel 1958. Ha lavorato alla NASA, in ricerche collegate al Programma Apollo ed ha insegnato in prestigiose università, come il MIT, l'University of Chicago e l'Università di Stoccolma.
Ha sposato una signora di nazionalità svedese, ed hanno avuto due figlie, Brígida e Verónica.